# Добромильський повіт
Добромильський повіт (нім. Bezirk Dobromil; пол. Powiat dobromilski) — історична адміністративно-територіальна одиниця у складі Королівства Галичини і Володимирії, ЗУНР, Польщі та УРСР. Центром повіту було м. Добромиль. 

## Австро-Угорщина
Провісник пізнішого повіту Судовий повіт Добромиль (адміністративно-судовий орган влади) був створений наприкінці 1850 р. Повітова судова виконавча влада підпорядковувалась утвореному того ж року апеляційному суду у Львові (за підпорядкованістю до якого повіти вважались належними до Східної Галичини на противагу апеляційному суду у Кракові як критерію належності до Західної Галичини).
Сам Добромильський повіт як орган адміністративної влади після проголошення в 1854 р. був створений 29 вересня 1855 р. (паралельно до наявного судового повіту) у складі округу Сянік.
Після скасування окружних відомств наприкінці жовтня 1865 р. їх компетенція перейшла до повітових управлінь. За розпорядженням міністерства внутрішніх справ Австро-Угорщини 23 січня 1867 року під час адміністративної реформи місцевого самоврядування збільшені повіти, зокрема до Бірчанського повіту (з 49 самоврядних громад-гмін) приєднаний Добромильський повіт (з 31 гміни), однак залишились повітові суди в Добромилі та Бірчі. У такому вигляді повіт існував до 1940 року: до 1 жовтня 1876 р. під назвою Бірчанський, надалі (внаслідок перенесення повітового управління до Добромиля) — як Добромильський.
Повіт Добромиль складався (за переписом населення 1910 року) з 96 гмін (самоврядних громад) і 75 фільварків та займав площу 865 км². Якщо в 1900 році населення налічувало 62 274 особи, у 1910 році тут проживало 72 103 особи. В повіті, переважали українці греко-католики (64 %), євреї становили близько 11 % населення.
Поділ повіту між судами 1910 року:
Судовий повіт Бірча:
- м. Бірча
- Стара Бірча
- Боґушувка
- Бжежава
- Бжуска
- Ґранзьова
- Гута Бжуска
- Добжанка
- Ямна Ґурна
- Ямна Дольна
- Ясєніца Суфчиньска
- Яворнік Рускі
- Коженєц
- Котув
- Крайна
- Крецув
- Кузьміна
- Ляхава
- Лєщава Дольна
- Лєщава Ґурна
- Лєщавка складалася з сіл Лєщавка і Росучка
- Ліпа
- Лодзінка Ґурна
- Лодзінка Дольна
- Ломна
- Малява
- Нова Вєсь
- Новосєльце Козіцкє
- Пьонткова
- Розпуцє
- Розтока
- Рудавка ад Бірча
- Суфчина
- Тарнавка
- Труйца
- Тшцянєц складалася з сіл Криве і Тшцянєц
- Войткова
- Войткувка
- Воля Коженєцка
- Жогатин

Судовий повіт Добромиль:
- Арламув
- Боньовіце
- Бориславка
- м. Добромиль
- Фалькенберґ
- Ґрабовніца Созаньска
- Ґродзіско
- Губіце
- Гучко
- Гуйско
- Гувнікі
- Юречкова
- Кальварія Пацлавска
- Катина Рустикальна
- Катина Шляхецка
- Княжполь
- Комаровіце
- Кописно
- Кропівнік
- Кросьцєнко
- Квашеніна (Квасинина)
- Ляцко (Солянуватка)
- Лєщини
- Лісковате
- Лопушанка
- Лопушніца
- Макова-Кольон'я
- Макова-Рустикальна
- Міхова
- Нанова
- м. Нове Място
- Новосюлкі Дидиньскє
- Оберсдорф
- Пацлав
- Папортно
- Пєтніце
- Міхова Поляна
- Посада Новомєйска
- Посада Риботицка
- Прінцеталь
- Пшедзєльніца
- Розенбурґ
- Рудавка под Нановом
- м. Риботиче
- Смеречна
- Смольніца
- Сопотнік
- Стажава
- Стебнік
- Стейнфельс
- Тарнава
- Трушовіце
- Великє
- Воліца

## ЗУНР
Повіт входив до Львівської військової області ЗУНР. Повітовим комісаром був адвокат д-р Константин Стецяк. Міським комісаром обраний о. Володимир Лисяк, парох у Добромилі. Делегатом до УНРади обраний Андрій Манько, службовець податкового уряду.

## Під польською окупацією

### Зміни адміністративного поділу
Включений до складу Львівського воєводства після утворення воєводства у 1920 році на окупованих землях ЗУНР. 
1 серпня 1924 р. до міста Добромиль було приєднане село Гучко.
1 квітня 1927 р. сільські гміни (самоврядні громади) Блозев Ґурна, Конюв, Товарня і Волча Дольна вилучені зі Старосамбірського повіту і приєднані до Добромильського повіту Львівського воєводства.
1 квітня 1933 р. гміну Пацлав Добромильського повіту Львівського воєводства ліквідовано, а її територію приєднано до сільської гміни Кальварія Пацлавська того ж повіту і воєводства.
15 червня 1934 р. місто Хирів і села Банковіце з присілком Сушиця Мала, Ґродовіце, Лібухова, Поляна, Росохи, Слохинє, Сушица Вєлька, Терло Рустикальне і Терло Шляхецке передане з Самбірського повіту до Добромильського.
1 квітня 1939 р. села Брижава і Липа передано з ґміни Бірча до ґміни Жогатин.
1 серпня 1934 р. здійснено новий поділ на сільські ґміни внаслідок об'єднання дотогочасних (збережених від Австро-Угорщини) ґмін, які позначали громаду села. Новоутворені ґміни відповідали волості — об'єднували громади кількох сіл або (в дуже рідкісних випадках) обмежувались єдиним дуже великим селом.

### Адміністративний поділ

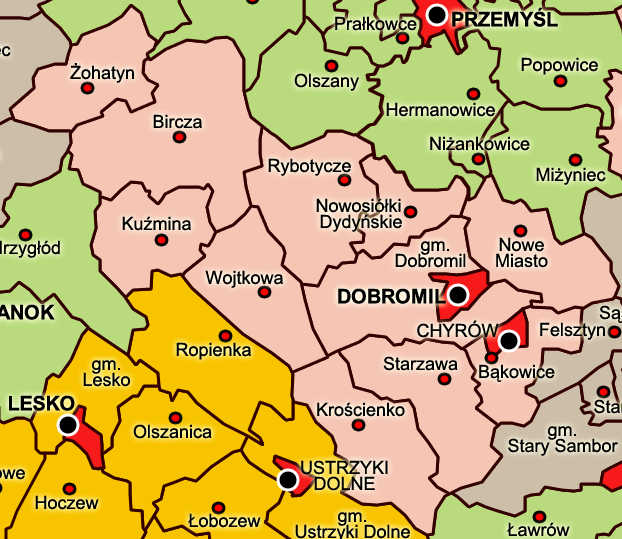
Добромильський повіт

#### Міста (Міські ґміни)
1. м. Добромиль
2. містечко Хирів — у складі повіту та статус міста з 1934 року.

#### Сільські ґміни
Ґміни, позначені (П) — повністю або частково передані Польщі в 1945 році.
Кількість:
1920—1927 рр. — 92
1927—1933 рр. — 96
1933—1934 рр. — 95
в 1934 р. — 104
1934—1939 рр. — 11
| Об'єднані сільські ґміни 1934 року | Об'єднані сільські ґміни 1934 року | Старі сільські ґміни | Кількість |
| ---------------------------------- | ---------------------------------- | --- | --------- |
| 1                                  | Ґміна Банковиці                    | Банковіце (Буньковичі) (з 15.06.1934), Сушица Вєлька (Велика Сушиця) (з 15.06.1934), Ґродовіце (Городовичі) (з 15.06.1934), Поляна зе Сьлівніцов (Поляна) (з 15.06.1934), Слохинє (Слохині) (з 15.06.1934) | 5         |
| 2                                  | Ґміна Бірча (П)                    | м. Бірча, Стара Бірча, Боґушувка, Бжежава, Бруска, Воля Коженєцка, Гута Бруска, Добжанка, Коженєц, Крайна, Ліпа, Лещава Дольна, Лодзінка Ґурна, Ломна, Малява, Нова Вєсь, Рудавка ад Бірча, Суфчина, Ясєніца Суфчиньска | 19        |
| 3                                  | Ґміна Войткова (П)                 | Ґранзьова, Войткова, Войткувка, Новосєльце Козіцкє, Тшцянєц, Юречкова | 6         |
| 4                                  | Ґміна Жогатин (П)                  | Боровніца, Жогатин, Котув, Пьонткова, Тарнавка, Яворнік Рускі | 6         |
| 5                                  | Ґміна Добромиль                    | Арламув (Арламів), Великє, Губіце (Губичі), Княжполь (Княжпіль), Кропівнік (Кропивник), Квашеніна (Квасинина), Ляцко (Солянуватка), Міхова Поляна (Поляна), Папортно, Пєтніце (П'ятниця), Розенбурґ, Тарнава (Тернава) | 12        |
| 6                                  | Ґміна Кросьцєнко (П) — 1952        | Воліца, Кросьцєнко, Лісковате, Нанова, Оберсдорф, Рудавка под Нановом, Стебнік, Смольніца, Стейнфельс | 9         |
| 7                                  | Ґміна Кузьміна (П)                 | Крецув, Кузьміна, Ляхава, Лєщава Ґурна, Лєщавка, Розтока, Розпуцє | 7         |
| 8                                  | Ґміна Нове Място                   | Блозев Ґурна (Болозів) (з 01.04.1927), Боньовіце (Боневичі), Ґрабовніца Созаньска (Грабівниця), Ґродзіско (Городисько), Комаровіце (Комаровичі), Конюв (Конів) (з 01.04.1927), Волча Дольна (Нижня Вовча) (з 01.04.1927), м. Нове Място (м. Нове Місто), Посада Новомєйска (Посада-Новоміська), Пшедзєльніца (Передільниця), Товарня (Товарна) (з 01.04.1927) | 11        |
| 9                                  | Ґміна Новосюлкі Дидиньскє (П)      | Гуйско, Гувнікі, Кальварія Пацлавска, Лєщини, Новосюлкі Дидиньскє, Сопотнік, Трушовіце, Фалькенберґ | 8         |
| 10                                 | Ґміна Риботиче (П)                 | Бориславка, Кописно, Лодзінка Дольна, Макова-Кольон'я, Макова-Рустикальна, Посада Риботицка, м. Риботиче, Труйца, Ямна Ґурна, Ямна Дольна | 10        |
| 11                                 | Ґміна Стажава                      | Катина Рустикальна (Катина), Катина Шляхецка (Катина), Лібухова (Максимівка) (з 15.06.1934), Лопушанка, Лопушніца, Прінцеталь (Смеречна), Росохи (з 15.06.1934), Смеречна, Стажава (Старява), Терло Рустикальне (Терло) (з 15.06.1934), Терло Шляхецке (Терло) (з 15.06.1934)                                                                                 | 11        |
| ліквідовано                        | ліквідовано                        | Пацлав (до 01.04.1933) | 1         |

* Виділено міста, що були у складі сільських ґмін та не мали міських прав.

### Перейменування
Рішенням міністра внутрішніх справ 25 листопада 1938 року змінені німецькі назви поселень (колоній) на польські:
- Вижне (Wyżne) замість Оберсдорф (Obersdorf)
- Ґлази (Głazy) замість Штайнфельс (Steinfels)
- Княжин (Kniażyn) замість Прінцеталь (Prinzenthal).

Рішенням міністра внутрішніх справ 11 березня 1939 року змінені німецькі назви поселень (колоній) на польські:
- Соколув Добромільскі (замість Фалькенберґ — Falkenberg)
- Радичувка (замість Розенбурґ — Rosenburg)

## СРСР
У середині вересня 1939 року німці окупували територію повіту, однак вже 26 вересня 1939 року мусіли відступити за Сян, оскільки за пактом Ріббентропа-Молотова правобережжя Сяну належало до радянської зони впливу. 27.11.1939 постановою Верховної Ради УРСР правобережна частина Березівського повіту в ході утворення Дрогобицької області включена до Добромильського повіту. 17 січня 1940 року територія Добромильського повіту поділена на райони — кожен із кількох ґмін:
- Бірчанський — зі сільських ґмін Бірча, Жогатин, Кузьміна та правобережні села Березівського повіту;
- Добромильський — з міської ґміни Добромиль та сільських ґмін Добромиль, Нове Място, Новосюлкі Дидинскє, Риботиче і Войткова;
- Хирівський — з міської ґміни Хирів та сільських ґмін Банковіце, Стажава і Кросьцєнко.

В червні 1941, з початком Радянсько-німецької війни, територія знову була окупована німцями. В липні 1944 року радянські війська оволоділи цією територією. В березні 1945 року, в рамках підготовки до підписання Радянсько-польського договору про державний кордон зі складу Дрогобицької області більша частина повіту була передана до складу Польщі (окрім міст Добромиль і Хирів, ґмін Нове Място, Банковіце і Стажава та східних частин ґмін Добромиль, Кросьцєнко і Новосюлкі Дидиньскє).

## Україна
Сьогодні на території України знаходиться східна частина колишнього повіту. Колишні міські ґміни Добромиль і Хирів, колишні сільські ґміни Банковіце, Нове Място і Стажава повністю, ґміна Добромиль — села Велике, Губичі, Княжпіль, Кропивник, Поляна, П'ятниця, Солянуватка, Тернава, ґміна Кросьценко — територія колишніх сіл Нанова, Рудавка, Смільниця, ґміна Новосюлкі Дидинськє — село Трушевичі.

## Населення
У 1907 році українці-грекокатолики становили 67% населення повіту.
У 1939 році в повіті проживало 102 230 мешканців (68 660 українців-грекокатоликів — 67,16 %, 7 030 українців-римокатоликів — 6,88 %, 17 070 поляків — 16,7 %, 690 польських колоністів міжвоєнного періоду — 0,68 %, 7 680 євреїв — 7,51 % і 1 100 німців та інших національностей — 1,08 %).
Публіковані польським урядом цифри про національний склад повіту за результатами перепису 1931 року (з 93 970 населення ніби-то було аж 35 945 (38,24%) поляків при 52 463 (55,81%) українців, 4 997 (5,32%) євреїв і 358 (0,3%) німців) суперечать даним, отриманим від місцевих жителів (див. вище), шематизмам і національним пропорціям за допольськими  (австрійськими) та післяпольськими (радянським 1940 і німецьким 1943) переписами.